# فردی استروما
فردی استروما (انگلیسی: Freddie Stroma؛ زادهٔ ۸ ژانویهٔ ۱۹۸۷) یک هنرپیشه اهل بریتانیا است. وی از سال ۲۰۰۵ میلادی تاکنون مشغول فعالیت بوده‌است.
از فیلم‌ها یا برنامه‌های تلویزیونی که وی در آن نقش داشته‌است می‌توان به آوازخوان حرفه‌ای، هری پاتر و یادگاران مرگ - قسمت اول، هری پاتر و شاهزاده دورگه، پس از تاریکی، ۱۳ ساعت: سربازان مخفی بنغازی اشاره کرد.